# Nghệ
Nghệ hay nghệ nhà, nghệ ta, khương hoàng (danh pháp hai phần: Curcuma longa) là cây thân thảo lâu năm thuộc họ Gừng, (Zingiberaceae), có củ (thân rễ) dưới mặt đất. Nó có nguồn gốc ở vùng nhiệt đới Tamil Nadu, phía đông nam Ấn Độ, và cần nhiệt độ từ 20 độ C đến 30 độ C (68 độ F và 86 độ F) và một lượng mưa hàng năm đáng kể để phát triển mạnh. Cây được thu hoạch hàng năm để lấy phần củ, và được nhân giống từ một phần trong số củ đó vào mùa sau.
Khi không được sử dụng ngay, củ được luộc trong khoảng từ 30 đến 45 phút và sau đó đem sấy khô trong lò nóng. Sau đó chúng được nghiền ra thành một loại bột có màu vàng cam sậm mà thường được sử dụng làm gia vị trong ẩm thực Tamil và kể cả các loại cà ri, hoặc để nhuộm màu, tạo màu cho các loại gia vị mù tạc. Thành phần hoạt động của nó là chất curcumin với hương vị hơi cay nóng, hơi đắng, có mùi mù tạc, và ‘mang hương vị của đất’ một cách khác biệt. Curcumin là tâm điểm thu hút vì tính năng chữa bệnh tiềm tàng với một số chứng bệnh, bao gồm ung thư, Alzheimer, tiểu đường, dị ứng, viêm khớp, và các loại bệnh mãn tính khác. Ấn Độ là nước sản xuất nghệ chính, với những tên gọi theo vùng tùy vào ngôn ngữ và quốc gia.

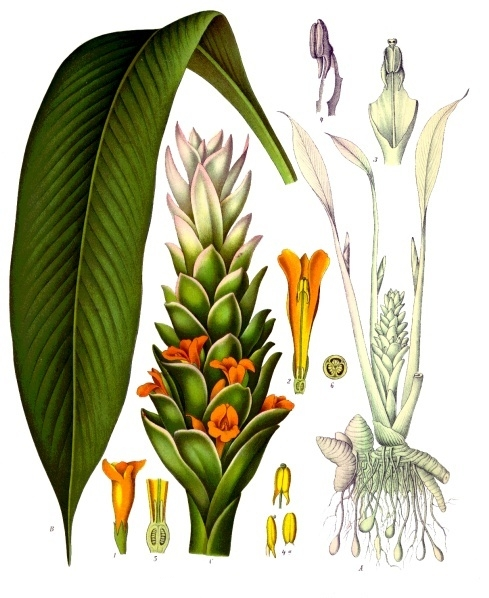
Chi tiết của Curcuma longa về thực vật học.

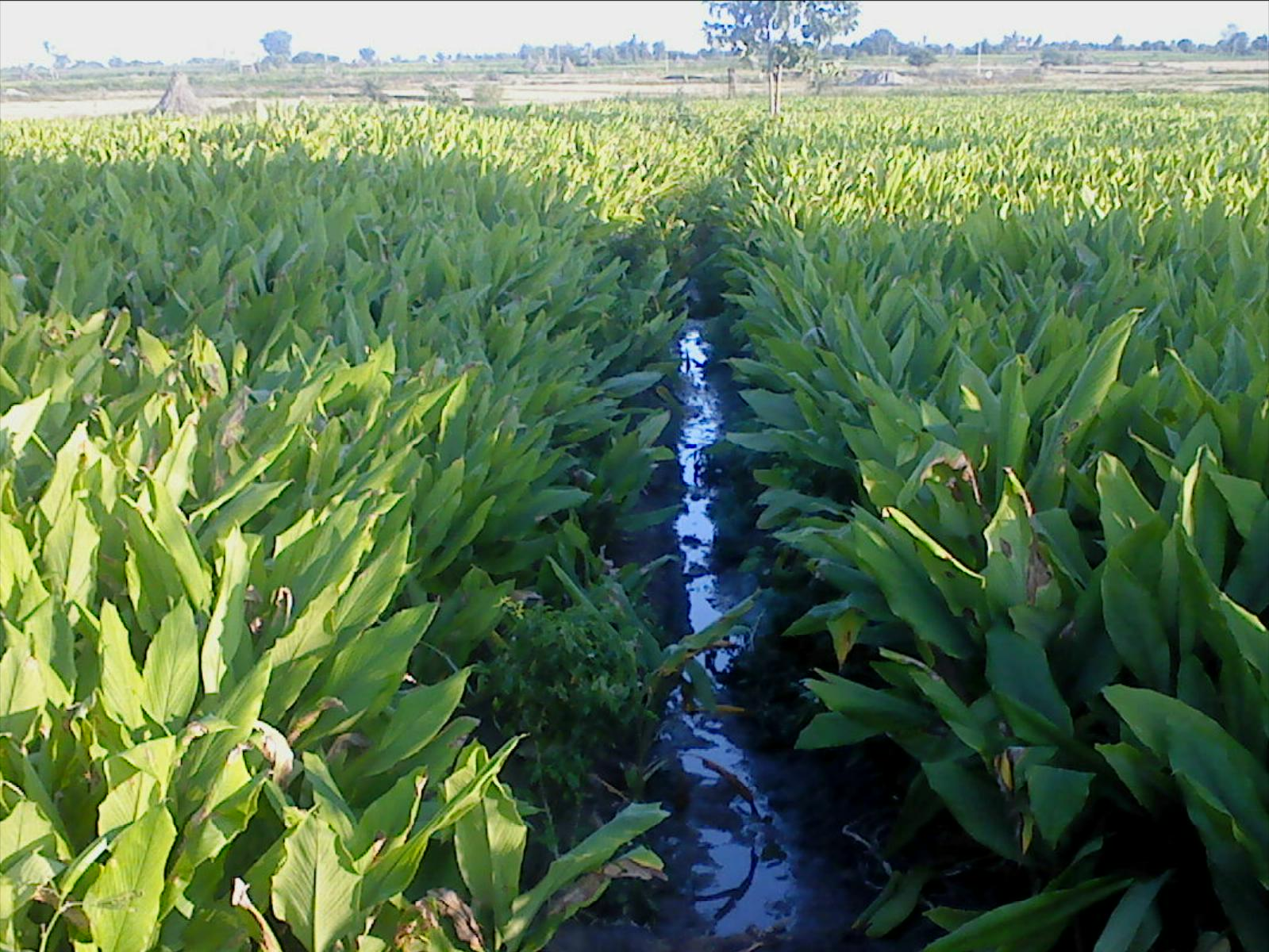
Cánh đồng nghệ ở một ngôi làng Ấn Độ.

Vì nghệ là một hợp chất thực vật tự nhiên, nên nó không mang tính độc quyền để được cấp bằng sáng chế riêng.

## Lịch sử
Còn được biết là haldi, nghệ đã được sử dụng ở Nam Ấn Độ qua hàng ngàn năm và là một thành phần chính trong y học Siddha. Lần đầu tiên nó được sử dụng làm thuốc nhuộm và sau đó là vì các giá trị y học của nó.

## Từ nguyên học
Tên gọi này dường như bắt nguồn từ nước Anh vào thời trung cổ / đầu thời kỳ hiện đại là turmeryte hay tarmaret với nguồn gốc không chắc chắn. Nó cũng có thể là từ tiếng La tin terra merita (đất có giá trị).
Còn tên gọi của chi, là curcuma bắt nguồn từ tiếng Ả Rập của cả saffron và nghệ.

## Mô tả thực vật học

### Vẻ ngoài
Nghệ là một loại thực vật thân thảo lâu năm, mà có thể đạt đến chiều cao 1 mét. Cây tạo nhánh cao, có màu vàng cam, hình trụ, và thân rễ có mùi thơm. Các lá mọc xen kẽ và xếp thành hai hàng. Chúng được 1 thành bẹ lá, cuống lá và phiến lá. Từ các bẹ lá, thân giả được hình thành. Cuống lá dài từ 50 – 115 cm. Các phiến lá đơn thường có chiều dài từ 76 – 115 cm và hiếm khi lên đến 230 cm. Chúng có chiều rộng từ 38 – 45 cm và có dạng hình thuôn hoặc elip và thu hẹp ở chóp.

### Cụm hoa, hoa, và quả
Ở Trung Quốc, thời gian mà nghệ ra hoa thường là vào tháng tám.
Ở phần cuối trên thân giả có một cụm hoa với thân dài từ 12 – 20 cm với nhiều bông hoa. Các lá non màu xanh nhạt, hình trứng với chiều dài từ 3 – 5 cm hay hình thuôn với chóp lá dạng tù.
Ở phía chóp của cụm hoa mà lá non hiện diện ở đó thì không có hoa. Những lá này có màu trắng hay xanh và đôi khi nhuốm màu đỏ - tím và phần chóp có dạng thon.
Những bông hoa lưỡng tính, mọc đối xứng hai bên và lớn gấp ba lần. Ba đài hoa dài từ 0.8 – 1.2 cm kết hợp với nhau và màu trắng, cùng với lông mịn và ba mấu đài không cân xứng. Ba cánh hoa màu vàng nhạt kết hợp thành một ống tràng hoa dài đến khoảng 3 cm. Ba thùy của tràng hoa có chiều dài từ 1 – 1.5 cm, hình tam giác với đầu trên có gai mềm. Trong khi thùy của tràng hoa ở giữa là lớn hơn so với hai bên. Thì chỉ có nhị hoa ở vòng tròn bên trong là sinh sản được. Túi phấn hoa được gắn tại đáy của nó. Tất cả các nhị hoa khác đều chuyển thành nhị lép (staminode). Các nhị lép bên ngoài thì ngắn hơn so với môi của hoa. Môi hoa có màu vàng, với một dải màu vàng ở giữa và nó là dạng trứng ngược, với chiều dài từ 1.2 – 2 cm. Ba lá noãn nằm dưới một bầu nhụy gồm ba thùy dính và không đổi, với lông thưa thớt.
Quả nang mở với ba ngăn.

## Thành phần hóa sinh
Các thành phần hóa học quan trọng nhất của nghệ là một nhóm các hợp chất được gọi là curcuminoid, trong đó bao gồm curcumin (diferuloylmethane), demethoxycurcumin, và bisdemethoxycurcumin. Hợp chất được nghiên cứu nhiều nhất là curcumin, tạo thành 3.14% (theo lượng trung bình) bột nghệ. Ngoài ra còn có các loại tinh dầu quan trọng khác như turmerone, atlantone, và zingiberene. Một số thành phần khác là các loại đường, protein và nhựa.
Củ nghệ chứa khoảng 5% tinh dầu và đến 5% curcumin, một dạng polyphenol. Curcumin là hoạt chất chính trong củ nghệ, với ký hiệu C.I. 75300, hay Natural Yellow 3. Tên hóa học của nó là(1E,6E)-1,7-bis(4-hydroxy-3-methoxyphenyl)-1,6-heptadien-3,5-dion.

Dạng xeton của curcumin

Dạng enol của curcumin

## Sử dụng

### Trong chế biến thực phẩm

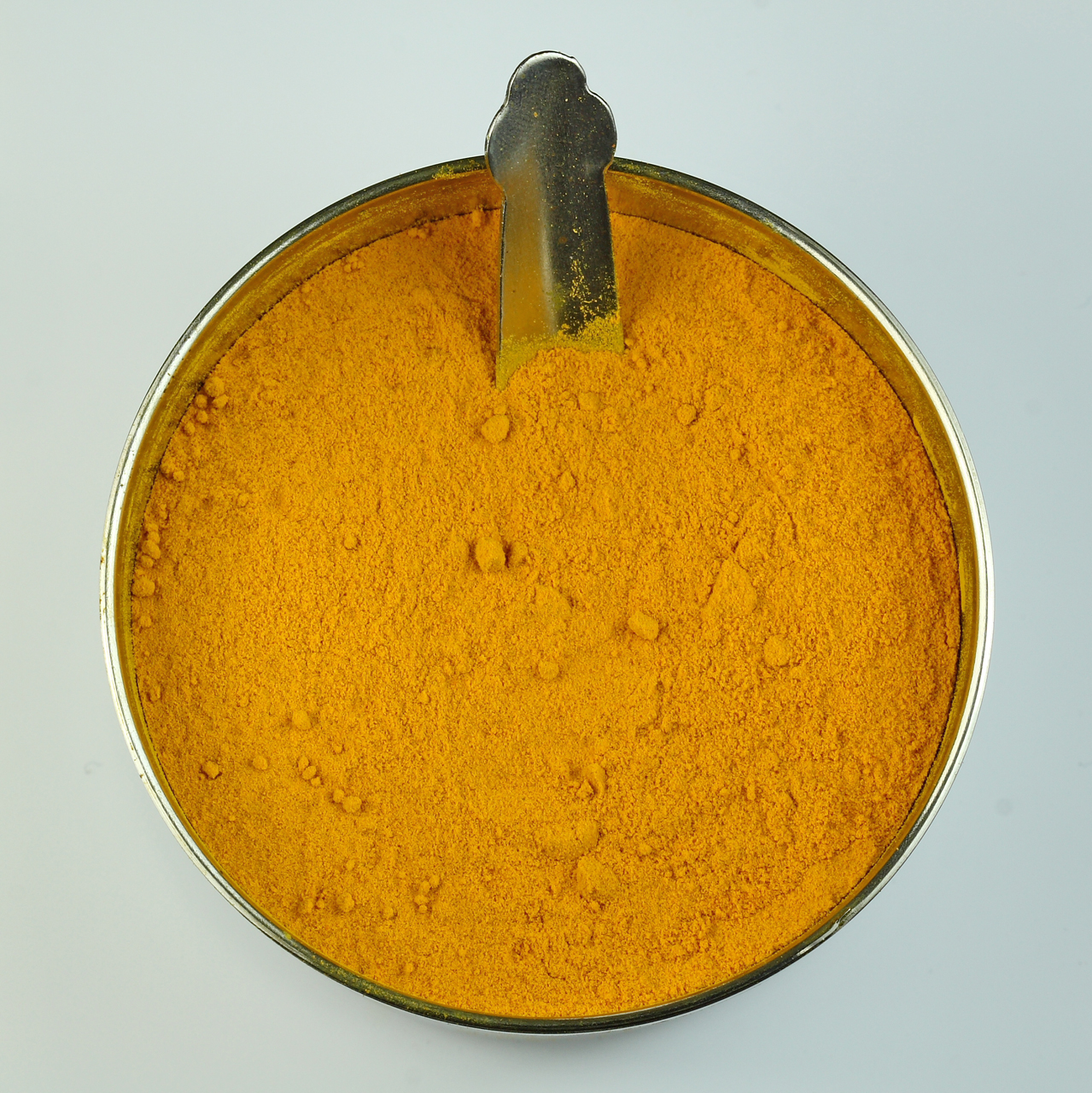
Bột nghệ được sử dụng rộng rãi trong ẩm thực Nam Á.

Nghệ mọc hoang trong các khu rừng ở Nam Á và Đông Nam Á. Nó là một trong những thành phần chính trong nhiều món ăn châu Á. Y học cổ truyền Tamil, còn được gọi là Siddha, đã đề nghị sử dụng nghệ trong thực phẩm vì giá trị chữa bệnh tiềm năng của nó, mà vẫn là một chủ đề đang được nghiên cứu. Việc sử dụng nó để làm chất tạo màu không có giá trị chính trong ẩm thực Nam Á.
Nghệ chủ yếu được sử dụng trong các món ăn ngon, nhưng cũng được sử dụng trong một số món ăn ngọt như bánh Sfouf. Ở Ấn Độ, lá cây nghệ được sử dụng để làm một món ăn ngọt đặc biệt là patoleo, bằng cách xếp bột gạo cùng hỗn hợp dừa và thốt nốt trên lá, sau đó gói lại rồi hấp trong một nồi hấp đặc biệt bằng đồng(Goa).
Trong những công thức nấu ăn bên ngoài Nam Á, nghệ đôi khi được sử dụng làm chất tạo màu vàng rực như bánh. Nó được sử dụng trong đồ uống đóng hộp và các sản phẩm nướng, các sản phẩm sữa, kem, sữa chua, bánh ngọt màu vàng, nước cam, bánh quy, màu của bắp rang, kẹo, bánh kem, ngũ cốc, nước sốt, gelatin... Đây là một thành phần quan trọng trong hầu hết các loại bột cà ri thương mại.
Hầu hết các loại nghệ đều được sử dụng ở dạng bột củ, ở một số vùng (đặc biệt là ở Maharashtra, Goa, Konkan và Kanara), lá nghệ được sử dụng để bọc và nấu thức ăn. Cách sử dụng lá nghệ như thế này thường là ở những nơi mà nghệ được trồng tại đó, vì lá được sử dụng ngay khi vừa thu hoạch. Lá nghệ tạo một hương vị đặc biệt.
Mặc dù thường được sử dụng ở dạng bột khô, nghệ cũng được sử dụng ở dạng tươi, như là gừng. Nó có rất nhiều ứng dụng trong những công thức nấu ăn Viễn Đông, chẳng hạn như dưa muối được làm từ củ nghệ tươi có chứa các khối nghệ mềm.
Nghệ được sử dụng rộng rãi làm gia vị trong ẩm thực Nam Á và Trung Đông. Nhiều món ăn Ba Tư sử dụng nghệ như một thành phần khởi động. Hầu như tất cả các món ăn chiên ở Iran đều có dầu, hành, và nghệ kèm theo bất kỳ thành phần khác mà sẽ được thêm vào.
Ở Nepal, nghệ được trồng và được sử dụng rộng rãi trong nhiều món rau quả và thịt vì màu sắc cũng như giá trị tiềm năng của nó trong y học cổ truyền. Ở Nam Phi, nghệ được sử dụng để tạo màu vàng cho cơm.
Ở Việt Nam, bột nghệ được sử dụng để tạo màu sắc, và tăng thêm hương vị của các món ăn nhất định, chẳng hạn như bánh xèo, bánh khọt và mì quảng. Bột nghệ cũng được sử dụng trong nhiều món xào và các món canh ở Việt Nam. Lá nghệ được dùng như loại rau mùi tạo hương thơm ấm nóng, hơi nồng và khử mùi tanh cho các món gỏi, cháo, kho và canh.
Tại Indonesia, lá nghệ được sử dụng cho món cà ri Minangese hoặc cà ri Padangese ở Sumatra, như rendang, sate padang và nhiều món khác.
Tại Thái Lan, củ nghệ tươi được sử dụng rộng rãi trong nhiều món ăn, đặc biệt là trong các món ăn ở miền nam Thái Lan, chẳng hạn như cà ri vàng (แกง เหลือง) và súp củ nghệ (ต้ม ขมิ้น).
Trong thời trung cổ Châu Âu, nghệ đã được gọi là saffron Ấn Độ vì nó được sử dụng rộng rãi để thay thế cho saffron, loại gia vị tốn kém hơn rất nhiều.

### Sử dụng trong y học cổ truyền và dân gian
Ở Tamil Nadu, nghệ đã được sử dụng trong y học cổ truyền hàng ngàn năm như một phương thuốc chữa các bệnh về dạ dày và gan, cũng như thường dùng để chữa lành các vết loét, do những tính chất kháng khuẩn cơ bản của nó. Trong hệ thống y học Siddha (từ năm 1900 TCN), nghệ là thuốc chữa một số bệnh và tình trạng như ở da, phổi, hệ thống tiêu hóa, đau nhức, các vết thương, bong gân, và các rối loạn ở gan. Nước ép nghệ tươi thường được sử dụng trong nhiều tình trạng về da, bao gồm cả bệnh chàm, thủy đậu, bệnh zona, dị ứng, và ghẻ.
Manjal Pal (sữa bột nghệ) là sữa ấm trộn với một ít bột nghệ. Nó thường được sử dụng ở Tamil Nadu như một bài thuốc gia truyền khi có ai đó đang bị sốt. Bột nghệ nhão thường được sử dụng ở Tamil Nadu để làm chất khử trùng các vết thương hở, còn chun - holud (nghệ trộn với vôi tôi) được sử dụng để cầm máu như phương pháp gia truyền. Nó cũng được sử dụng làm chất tẩy nám da ở Tamil Nadu.
Hợp chất hoạt động curcumin được cho là có một loạt các hiệu ứng sinh học bao gồm chống viêm, chống oxy hóa, hóa trị liệu, kháng sinh, kháng virus và các hoạt động của virus, cho thấy tiềm năng trong y học lâm sàng. Trong y học cổ truyền Trung Quốc, nó được sử dụng để điều trị các chứng nhiễm trùng khác nhau và cũng là một chất khử trùng.

### Nghiên cứu y học ban đầu

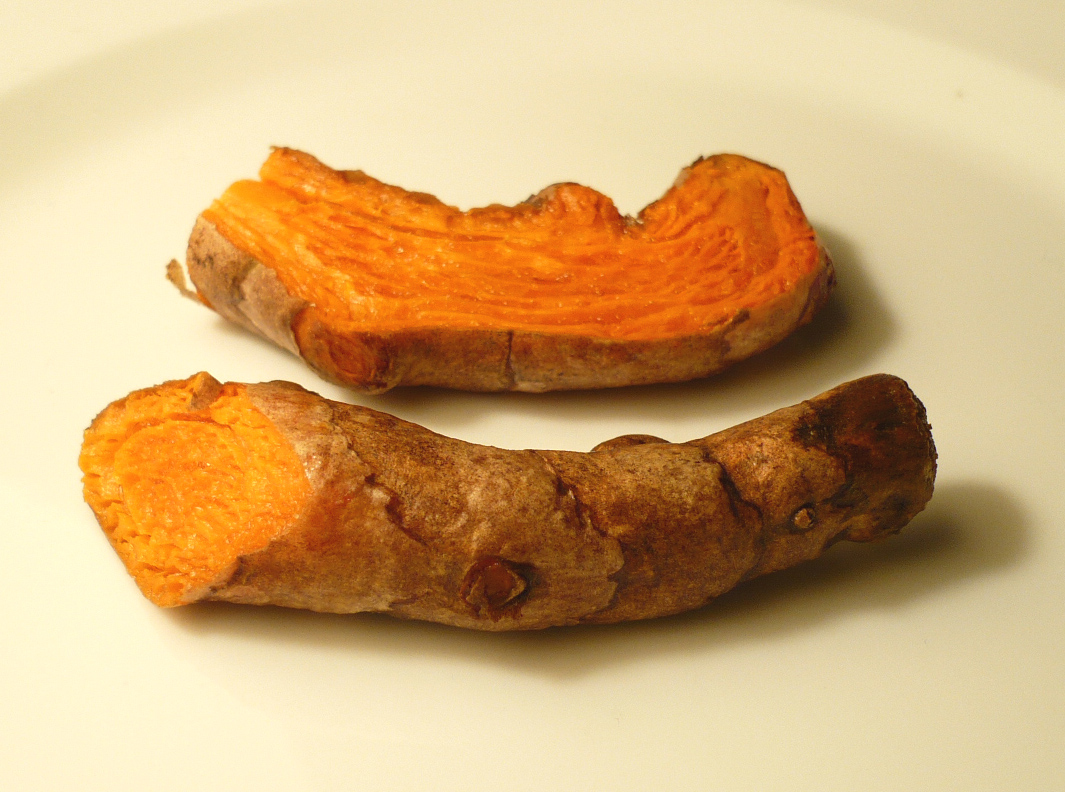
Củ nghệ.

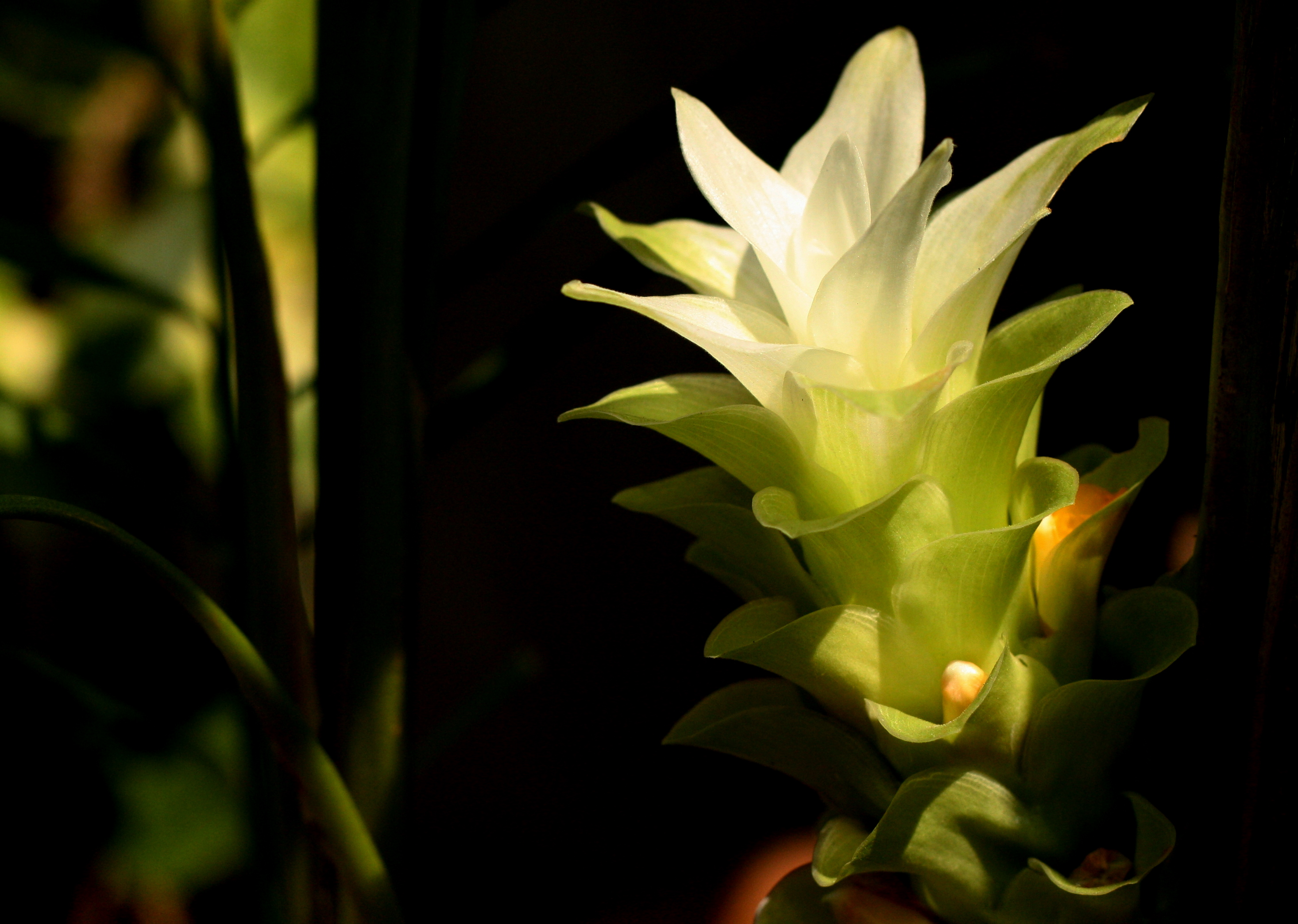
Hoa nghệ

Theo Trung tâm Quốc gia về Y học bổ sung và thay thế, " có rất ít bằng chứng đáng tin cậy để bổ sung việc sử dụng nghệ cho bất kỳ tình trạng sức khỏe nào bởi vì có rất ít thử nghiệm lâm sàng được tiến hành. "
Mặc dù các thử nghiệm đang được tiến hành trên việc sử dụng nghệ để điều trị ung thư, liều cần thiết cho bất kỳ hiệu quả nào ở con người đều rất khó để thiết lập. Người ta không biết rằng, thật sự có hay không những hiệu quả tích cực của nghệ trong việc chống ung thư hay bất cứ bệnh nào khác. Kể từ tháng 12 năm 2013, nghệ vẫn đang được đánh giá về hiệu quả tiềm năng của nó đối với một số bệnh ở con người trong các thử nghiệm lâm sàng, bao gồm các bệnh thận và tim mạch, viêm khớp, vài loại ung thư và bệnh ruột kích thích.
Cụ thể hơn, nghệ cũng đang được nghiên cứu trong mối quan hệ với bệnh Alzheimer, bệnh tiểu đường, và các rối loạn lâm sàng khác.
Tuy nhiên, theo các nghiên cứu cơ bản khác nhau, việc sử dụng chất curcumin hoặc nghệ có thể ngăn chặn một số giai đoạn phát triển ung thư ở dạng đa khối u. Một nghiên cứu về curcumin trên các tế bào ung thư ở người trong ống nghiệm bằng cách sử dụng hỗn hợp các phân tử với thuốc chống buồn nôn thalidomide để tạo ra quá trình chết rụng tế bào ở các tế bào gây ra ung thư tủy. Một số nghiên cứu cho thấy các hợp chất trong nghệ có đặc tính chống nấm và kháng khuẩn; Tuy nhiên, chất curcumin không phải là một trong số chúng.
Curcumin, thành phần hoạt động của nghệ, cũng đã được chứng minh là một phối tử của thụ thể vitamin D "với các quan hệ mật thiết trong việc ngăn chặn hóa học đối với ung thư ruột kết".

### Thuốc nhuộm
Nghệ là một chất nhuộm vải kém, vì nó không bền màu. Tuy nhiên, nghệ thường được sử dụng trong trang phục Ấn Độ và Bangladesh, chẳng hạn như sari và áo choàng của tăng lữ Phật giáo. Nghệ (ký hiệu là E100 khi được sử dụng làm phụ gia thực phẩm) được sử dụng để bảo vệ các sản phẩm thực phẩm khỏi ánh sáng mặt trời. Các nhựa dầu của cây được sử dụng cho các sản phẩm có dầu. Dung dịch curcumin và polysorbate hoặc bột curcumin hòa tan trong cồn được sử dụng cho các sản phẩm có nước. Quá trình làm đậm màu đôi khi được sử dụng để bù cho màu bị phai, chẳng hạn như trong dưa chua, gia vị, và mù tạc.
Khi kết hợp với hạt điều màu (E160b), nghệ được sử dụng để tạo màu cho pho mát, sữa chua, hỗn hợp khô, trộn salad, bơ mùa đông và bơ thực vật. Nghệ cũng được sử dụng để tạo màu vàng cho mù tạt làm sẵn, nước canh thịt gà đóng hộp và các thực phẩm khác (thường là do giá rẻ hơn rất nhiều so với saffron).

### Dùng trong nghi lễ

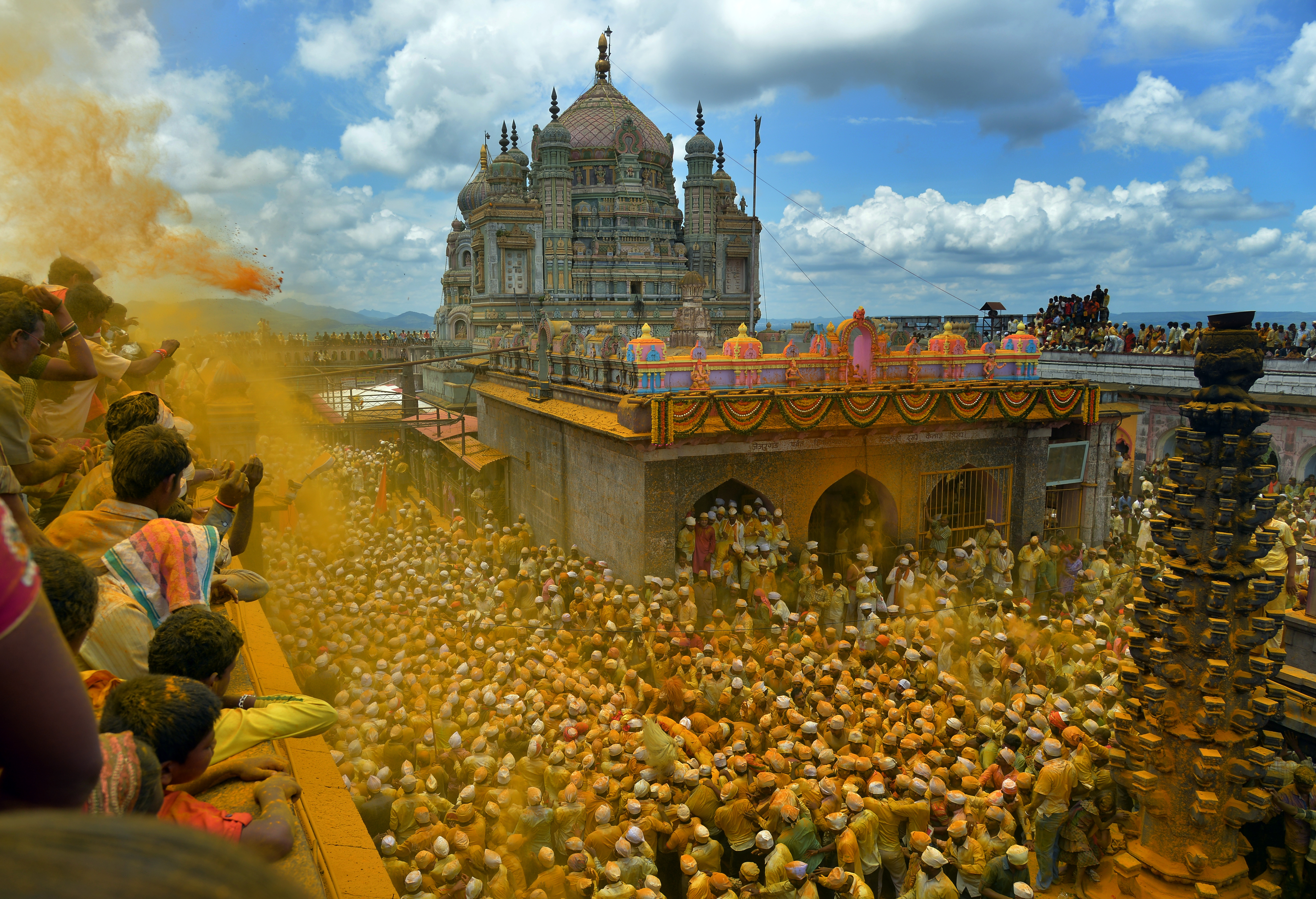
Ném bột nghệ ở đền thờ thần Khandoba tại Jejuri, bang Maharashtra, Ấn Độ.

Nghệ được coi là rất linh thiêng và cao quý, tốt lành tại Tamil Nadu và đã được sử dụng rộng rãi trong các nghi lễ khác nhau trong hàng ngàn năm. Thậm chí ngày nay, nghệ còn được sử dụng trong lễ cưới và nghi lễ tôn giáo.
Nghệ đã đóng một vai trò quan trọng trong Ấn Độ giáo và tín ngưỡng người Tamil. Chiếc áo choàng của các nhà sư Tamil theo truyền thống đã được nhuộm màu vàng với chất nhuộm làm bằng củ nghệ. Vì màu vàng - cam của nó, nghệ được liên kết với mặt trời hoặc Thirumal (một vị thần nổi tiếng trong Ấn Độ giáo, cũng là tên gọi khác của thần Vishnu) trong thần thoại của tín ngưỡng Tamil cổ đại, và được xem là tập trung của những luân xa, nguồn năng lượng tâm linh.